# Tim Sweeney (Spieleentwickler)

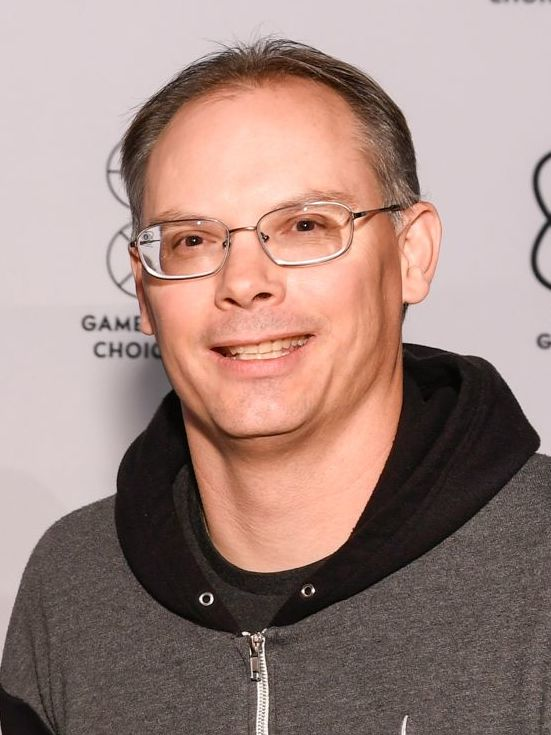
Tim Sweeney (2017)

Tim Sweeney (* 1970 in Maryland, USA) ist ein US-amerikanischer Spieleentwickler und Unternehmer. Er ist Gründer und CEO von Epic Games (ehem. Epic MegaGames). Sweeney wurde bekannt durch seine Arbeit an der Unreal Engine, einer Spiel-Engine, die bis heute weiterentwickelt wird und Grundlage vieler kommerziell erfolgreicher Computerspiele, wie Unreal, BioShock, Gears of War, Mass Effect und Fortnite, darstellt.

## Leben
Tim Sweeney wurde 1970 als dritter Sohn eines Regierungsangestellten und einer Floristin geboren. Er wuchs im ländlichen Potomac, im US-amerikanischen Bundesstaat Maryland auf. Bereits im Kindesalter brachte er sich das Programmieren selbst bei. Er studierte ab 1989 Maschinenbau an der University of Maryland und beschäftigte sich daneben weiter mit Computern. Nach eigener Aussage war Sweeney unzufrieden damit, als Angestellter das gleiche Gehalt wie seine Arbeitskollegen zu beziehen, obwohl er mehr könne und härter arbeite. So begann er in Eigenregie Computerspiele zu entwickeln und sie zu verkaufen. Dazu gründete er eine Firma im Keller seines Elternhauses.
Epic stieg mit Sweeneys Actionspiel ZZT in die Spielebranche ein, dem ersten Spiel des Unternehmens. Wie Sweeney in einem Interview erklärte, stieß der Erfolg von ZZT die Entwicklung einer Reihe von weiteren Epic-Spielen an, wie zum Beispiel Jill of the Jungle.
Nach eigener Aussage hatte Sweeney an der Entwicklung der Unreal Engine 3 keinen so großen Anteil mehr wie bei früheren Projekten, da er die Rolle des technischen Leiters übernahm. Er kümmert sich um die Entwicklung der Engine und anderer Projekte, den Kontakt mit den Hardwareherstellern und die Erforschung und Entwicklung zukünftiger Technologien.

### Engagement
Sweeney engagiert sich für Umweltschutz und investiert regelmäßig in Naturschutzprojekte im US-Bundesstaat seines Unternehmens North Carolina. Hier hat er für mehrere Millionen US-Dollar über 40.000 Acre (entspricht etwa 16.187 Hektar) Land gekauft mit der Absicht, es unbebaut zu erhalten.

## Auszeichnungen
- 2012 wurde Tim Sweeney in die Hall of Fame der Academy of Interactive Arts and Sciences aufgenommen.[2]
- 2017 wurde er im Rahmen der jährlichen Game Developers Choice Awards mit dem Lifetime Achievement Award (dt. ‚Auszeichnung für lebenslanges Wirken‘) ausgezeichnet.[5]
- 2019 wurde Sweeney vom britischen Branchenmagazin MCV/Develop zur Person of the Year gekürt.[6]
- 2020 erhielt er im Rahmen der Forbes Media Awards die Auszeichnung Person of the Year.[7]